# Иванов, Иван (футболист, 1988)
Ива́н Ка́менов Ивано́в (болг. Иван Каменов Иванов; род. 25 февраля 1988, Златица, Софийская область) — бывший болгарский футболист, защитник.

## Клубная карьера
Иван Иванов родился в маленьком болгарском городке Златица, однако ещё в детстве переехал в Благоевград. В 10 лет записался в футбольную школу «Пирина». После окончания школы в 17-летнем возрасте начал выступать за софийский ЦСКА. Его дебют в чемпионате состоялся в 2005 году, в том же сезоне в составе армейцев он стал чемпионом Болгарии. В двух последующих сезонах сыграл лишь по 6 матчей. Ивана Иванова рассматривали как одного из болгарских футбольных талантов. В августе 2007 года на правах аренды перешёл в пловдивский «Локомотив», за который провёл 24 игры. После окончания срока аренды вернулся в ЦСКА уже в качестве основного игрока. Зимой 2008, как сообщали болгарские СМИ, он был целью для английского клуба «Дерби Каунти», но проблемы с разрешением на работу помешали его переходу, и Иванов вновь вернулся в столичный клуб.
В матче против «Литекса» из Ловеча на Суперкубок Болгарии, который армейцы выиграли со счётом 1:0, Иванов был в стартовом составе. После массовой продажи игроков в летнем межсезонье 2008 года он стал неотъемлемой частью команды вместе с центральным защитником Кириллом Котевым. 19 сентября 2008 года Иванов забил свой первый гол за ЦСКА в игре против «Минёра» из Перника после подачи углового удара на 67-й минуте. Матч был выигран со счётом 2:0. 18 марта 2009 он забил второй гол за ЦСКА, обеспечив клубу из болгарской столицы победу со счётом 3:1 в матче против бывшего клуба Иванова, «Локомотива» из Пловдива. Он продолжал забивать мячи, следующим из которых стал мяч в матче против «Спартака» из Варны 21 марта 2009, который помог его клубу одержать выездную победу со счётом 2:0 в выездной игре. 11 апреля 2009 Иванов забил победный гол за армейцев в выездной игре против перникского «Минёра». 22 апреля 2009 Иванов также принял участие в разгромной победе красных в состязании против «Вихрена» Сандански, в том матче он забил первый гол в игре, выигранной ЦСКА со счётом 4:1.
Иванов и далее оставался главным опорным полузащитником в составе ЦСКА. 15 августа 2009 Иванов забил свой первый гол в чемпионате в начале нового сезона в домашней игре против «Берое» (3:0). 27 августа 2009 Иванов в ответном матче 4 раунда Лиги Европы против московского «Динамо» на 55-й минуте игры забил победный гол на «Арена Химки» (1:2).
1 ноября 2009 из-за нарушения дисциплины (пьянка в ночном клубе) по решению руководства клуба он был отстранён от игр и отлучён из первой команды наряду с 8 другими игроками. 20 ноября 2009 он был восстановлен в первую команду и день спустя вышел на поле вместо Александара Браникова в ничейном матче 2:2 против софийского «Локомотива».
В январе 2010 им активно интересовались румынский «Стяуа» и итальянский «Торино».
25 феврале 2010 года Иванов вместе с его напарником по ЦСКА Иваном Стояновым подписал 4-летний контракт с владикавказской «Аланией». Трансфер обошёлся осетинскому клубу, по сообщениям болгарской прессы, в 3 млн долларов. Дебютировал за «Аланию» 14 марта 2010 года в стартовом туре Премьер-лиги в домашней игре против подмосковного «Сатурна», отыграл весь матч. 17 июня 2011 года покинул команду и перешёл в сербский «Партизан».

## Национальная команда

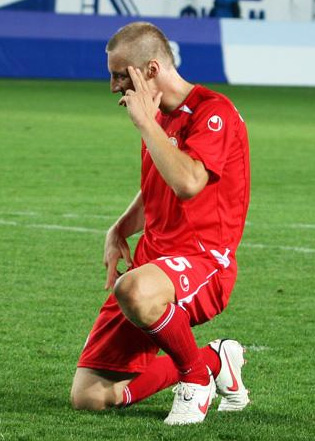
В составе софийского ЦСКА

С 2006 по 2008 год Иванов был капитаном молодёжной сборной страны, за которую провёл 12 матчей и забил 2 гола. Он дебютировал в главной национальной команде 20 августа 2008 в игре против Боснии и Герцеговины, выйдя на замену на 67-й минуте матча. Болгария выиграла ту игру со счётом 2:1. В отборочной игре к ЧМ-2010 против Италии (10 октября 2008) Иванов также вышел на замену вместо Лусио Вагнера на 37-й минуте и произвёл впечатление на чемпионов мира. Состязание закончилось с результатом 0:0. Пять дней спустя он отыграл все 90 минут в отборочной игре к ЧМ-2010 против Грузии, которая также закончилась вничью. 10 октября 2009 он провёл свой четвёртый матч за сборную, в котором Болгария крупно проиграла (1:4) сборной Кипра в отборочном цикле к ЧМ-2010. Эта игра вызвала некоторую критику от СМИ в адрес защитников сборной. Он играл в следующей игре против Грузии четыре дня спустя и показал хорошую игру.

## Достижения
ЦСКА София
- Чемпион Болгарии: 2004/05
- Серебряный призёр чемпионата Болгарии (3): 2005/06, 2006/07, 2008/09
- Обладатель Кубка Болгарии: 2005/06
- Финалист Кубка Болгарии: 2004/05
- Обладатель Суперкубка Болгарии: 2008

Алания
- Финалист Кубка России: 2010/11

Партизан
- Чемпион Сербии: 2011/12, 2012/13

Базель
- Чемпион Швейцарии: 2013/14